# Perrhybris pamela
Espèce
Perrhybris pamela est une espèce de lépidoptères (papillons) de la famille des Pieridae, de la sous-famille des Pierinae et du genre Perrhybris.

## Taxonomie
Perrhybris pamela a été décrit par Stoll en 1780 sous le nom de Papilio pamela.

### Nom vernaculaire
Perrhybris pamela se nomme Pamela en anglais.

### Sous-espèces

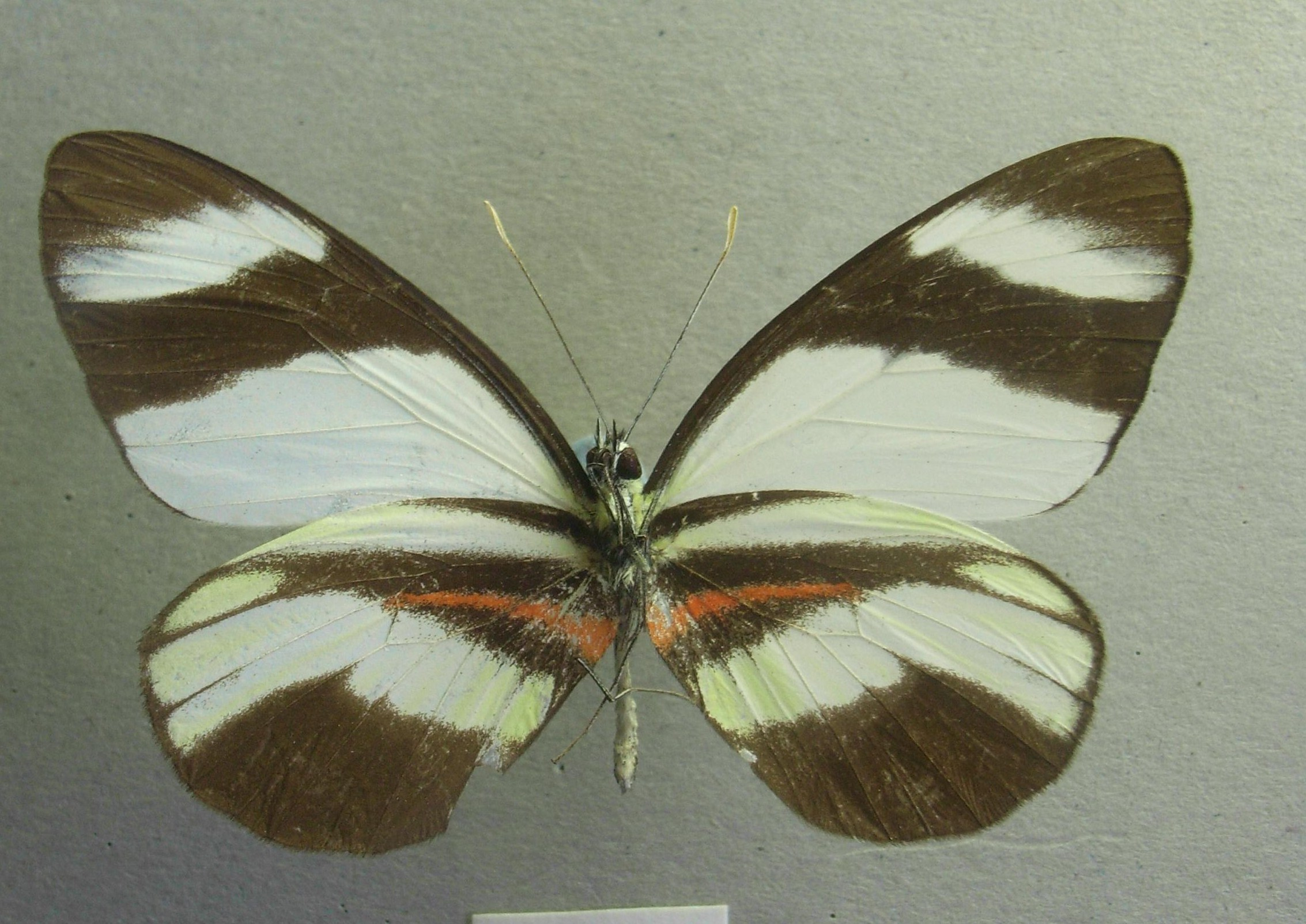
Perrhybris pamela mâle vu du dessous

- Perrhybris pamela pamela; au Surinam.
- Perrhybris pamela alethina (Butler, 1872) ; à Panama et au Costa Rica.
- Perrhybris pamela amazonica Fruhstorfer, 1907; au Pérou.
- Perrhybris pamela bertha Lamas, 1981 ; au Pérou.
- Perrhybris pamela bogotana (Butler, 1898) ; en  Colombie
- Perrhybris pamela boyi Zikán, 1940 ; au Brésil
- Perrhybris pamela carmenta Fruhstorfer, 1907 ; en [Bolivie] et au Pérou.
- Perrhybris pamela chajulensis J. & R. G. Maza, 1989 ; au Mexique et au Honduras
- Perrhybris pamela eleidias Hübner, [1821] ; au Brésil
- Perrhybris pamela flava (Oberthür, 1896)
- Perrhybris pamela fruhstorferi Röber, 1908 ; à Panama
- Perrhybris pamela glessaria Fruhstorfer, 1907 ; en Équateur
- Perrhybris pamela incisa Fruhstorfer, 1907 ; au Brésil
- Perrhybris pamela lucasi Fruhstorfer, 1907 ; en Guyane.
- Perrhybris pamela malenka (Hewitson, 1852) ; au Venezuela.
- Perrhybris pamela mapa J. & R. G. Maza, 1989 ; au Mexique
- Perrhybris pamela mazuka Lamas, 1981 ; au Pérou[1].

## Description
Perrhybris pamela est un papillon de taille moyenne avec une envergure de 66 mm à 70 mm qui présente un grand dimorphisme sexuel, le mâle est de couleur blanche avec l'apex des ailes antérieure marron incisé de blanc et le revers des ailes postérieures orné d'une bande orange entre deux bandes marron. La femelle est totalement rayée orange et marron.

## Biologie

### Période de vol
Il vole toute l'année.

### Plantes hôtes
Les plantes hôtes de sa chenille sont des Capparis, Capparis isthmensis et Capparis pittieri. 

## Écologie et distribution
Perrhybris pamela est présent dans tout le nord de l'Amérique du Sud, au Mexique, à Panama, au Costa Rica, en Équateur, au Surinam, en Guyane, au Honduras, en  Colombie, en Guyane, au Brésil, en Bolivie, au Venezuela, et au Pérou.

### Biotope
Perrhybris pamela réside dans les plaines et pas en altitude.

### Protection
Pas de statut de protection particulier.